# Huhla Col
Der Huhla Col (englisch; bulgarisch седловина Хухла sedlowina Chuchla) ist ein vereister und über 900 m hoher Bergsattel auf der Trinity-Halbinsel im Norden des Grahamlands auf der Antarktischen Halbinsel. Er verbindet den Snegotin Ridge im Norden mit dem westlichen Teil des Louis-Philippe-Plateau im Süden. Das Prelez Gap und der Malorad-Gletscher liegen westnordwestlich von ihm.
Deutsche und britische Wissenschaftler kartierten ihn 1996 gemeinsam. Die bulgarische Kommission für Antarktische Geographische Namen benannte ihn 2010 nach der Ortschaft Chuchla im Süden Bulgariens.